# Вергоза (Комо)
Вергоза је насеље у Италији у округу Комо, региону Ломбардија.
Према процени из 2011. у насељу је живело 26 становника. Насеље се налази на надморској висини од 372 м.